# Västra Gerums kyrka
Västra Gerums kyrka är en kyrkobyggnad som sedan 2006 tillhör Ardala församling (1992–2006 Marum-Gerums församling och tidigare Västra Gerums församling) i Skara stift. Den ligger väster om tätorten Ardala i västra delen av Skara kommun.

## Kyrkobyggnaden
Västra Gerums kyrka uppfördes någon gång i slutet på 1100-talet eller början av 1200-talet. Genom åren har kyrkan genomgått flera renoveringar och ombyggnationer, och endast tornet har kvar sin medeltida prägel. I tornet finns runstenen Vg 75 inmurad och i långhusets sydöstra hörn finns fragmenten av ytterligare en runsten inmurad. Kyrkan är uppförd i gråsten, sandsten och tegel som vitputsats. Murarna i långhus och torn ligger i förband med varandra och måste ha uppförts vid samma tillfälle . Kyrktornet har spåntak, medan långhuset är belagt med skiffer. Kyrkorummet har målningar av Mäster Amund från senmedeltid. Även lillklockan är från senmedeltid.

### Renoveringar
Kyrktaket fick takspån 1689–1690 och ett nytt vapenhus uppfördes i söder. År 1710 byggdes en västportal. År 1740 genomfördes en större renovering då det gamla koret revs, kyrkan förlängdes åt öster och det nuvarande, bredare koret byggdes av sandsten och tegel. En läktare byggdes och valven ersattes av ett innertak av trä. Sannolikt tillkom de delvis ännu bevarade draperimålningarna kring fönstren. År 1755 byggdes sakristian och 1760 dekormålades taket med spridda moln. Vid renoveringsarbeten under åren 1840–1850 byttes spåntaket mot skiffer och ett halvcirkelformat fönster upptogs i öster. Altarringen tillkom omkring 1870 och är av lokal tillverkning. Vid en större renovering 1909–1910, signerad arkitekt Fredrik Falkenberg, lades ett nytt trägolv in, bänkinredningen byttes, ett halvrunt korfönster sattes in och väggar och tak målades. Den gamla altaruppsatsen togs fram och återinstallerades och vapenhuset i söder revs.

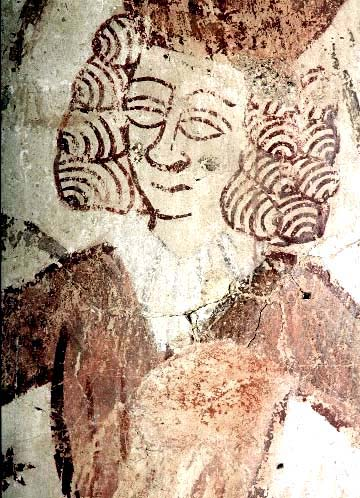

Åren 1950–1951 företogs en större renovering som leddes av Axel Forssén. Kyrkans murar omputsades utvändigt och sakristians plåttak utbyttes mot skiffer. Mellanväggen mellan tornet och långhuset öppnades upp, vindfång byggdes och läktaren revs. Innertaket isolerades, en skorsten revs, elvärme installerades och vapenhuset välvdes. En port togs upp i sakristian, som försågs med ett altare. Mittgången breddades och koret utökades mot väster. Kyrkan fick ny altarring och ny bänkinredning. Kyrkan målades in- och utvändigt. Vid renoveringsarbetena upptäcktes medeltida målningar som Olle Hellström tog fram.

## Inventarier
- Dopfunten av sandsten är från medeltiden.
- Predikstol donerades 1678 till kyrkan och konserverades 1910 av Wilhelm Pettersson från Stockholm, 1940 av Sven Gustafsson från Göteborg och 1958–1959 av Olle Hellström.
- Mässhaken av blomstermönstrat siden är från 1755.
- Altaruppsatsen är från 1600-talets senare hälft, och konserverades 1940 av Sven Gustafsson från Göteborg.

### Klockor
- Storklockan är gjuten 1505 och gjutaren torde vara Busse Jacobsson och detta skulle i så fall vara hans första kända verk. Klockan har en prydlig latinsk inskrift där orden åtskils av små rosor. Med upplösta förkortningar lyder den svenska översättningen: Herrens år 1505 blev denna klocka gjuten till Guds och sankta Annas, Marie moders, ära. Pris vare Gud och hans helgon! Därtill har klockan flera olika myntavtryck, pilgrimsmärken och annan utsmyckning.
- Lillklockan är av en klumpig campanulaformad 1200-talstyp. Den saknar inskrifter.[2]

### Orgel
- 1930 byggde Olof Hammarberg, Göteborg en pneumatisk orgel till kyrkan.

| Manual        | Pedal      | Koppel     |
| Borduna 16´   | Subbas 16' | Man/Ped    |
| Principal 8'  |            | Man 4'/Man |
| Rörflöjt 8'   |            |            |
| Salicional 8' |            |            |
| Fugara 4'     |            |            |

Den nuvarande orgeln är placerad på golvet, till höger om entréporten. Den är tillverkad 1992 av Smedmans Orgelbyggeri och har sex stämmor fördelade på manual och pedal.

## Auðas runsten (Vg 75)

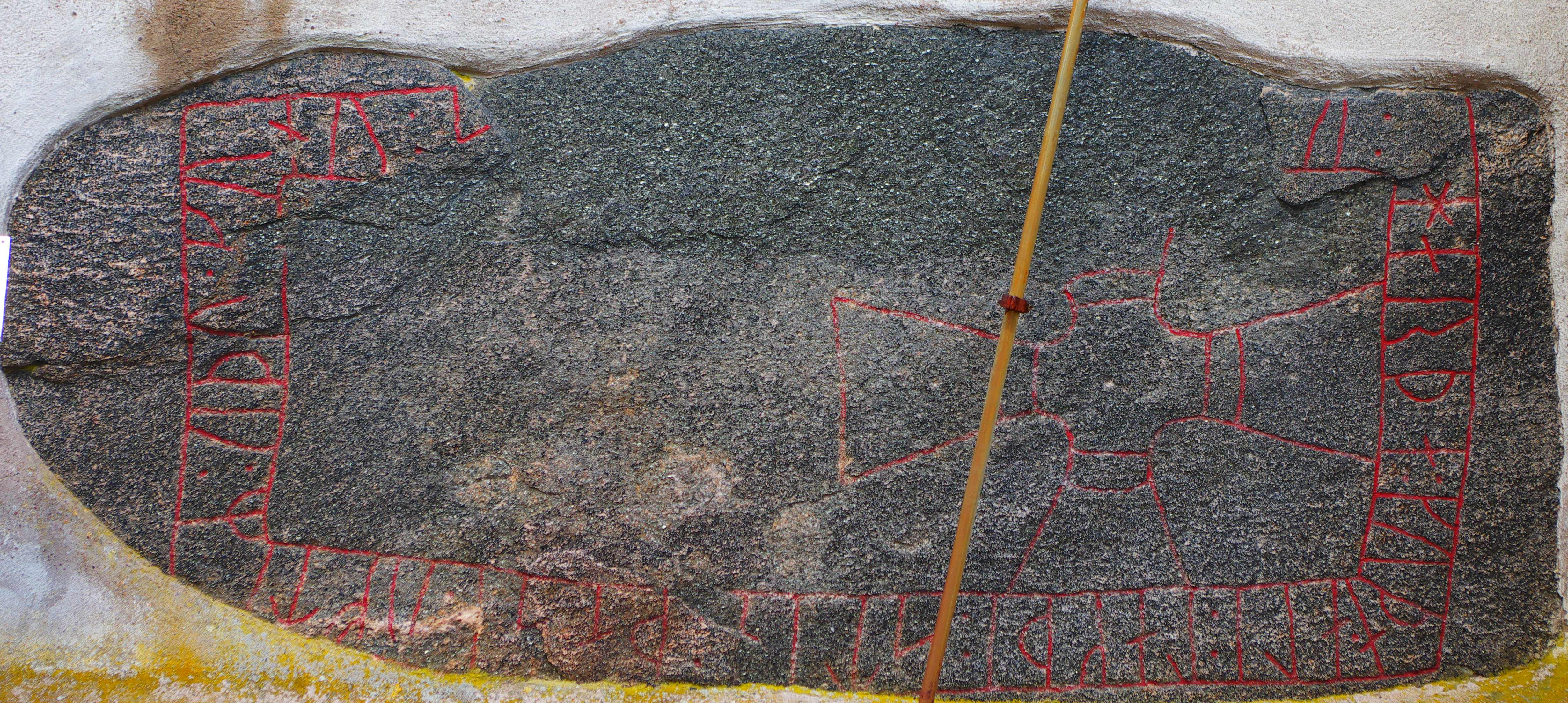
Inmurad i kyrktornet är runstenen Vg 75. På bilden syns även kyrkans åskledare

Inmurad i tornet finns Auðas runsten.
Inskriptionen lyder:
| ”                                 | Alli lade denna sten efter Öda (Auða) sin hustru ... mycket god | „ |
| – Västergötlands runinskrifter 75 |                                                                 |   |